# Platylabus opaculus
Platylabus opaculus là một loài tò vò trong họ Ichneumonidae.